# Jeduthun Wilcox
Jeduthun Wilcox (* 18. November 1768 in Middletown, Colony of Connecticut; † 18. Juli 1838 in Orford, New Hampshire) war ein US-amerikanischer Politiker. Zwischen 1813 und 1817 vertrat er den Bundesstaat New Hampshire im US-Repräsentantenhaus.

## Leben
Jeduthun Wilcox studierte nach seiner Schulzeit Jura. Nach seiner im Jahr 1802 erfolgten Zulassung als Rechtsanwalt begann er in Orford in seinem neuen Beruf zu arbeiten. Gleichzeitig begann er eine politische Laufbahn als Mitglied der von Alexander Hamilton gegründeten Föderalistischen Partei. Zwischen 1809 und 1811 war Wilcox Abgeordneter im Repräsentantenhaus von New Hampshire.
Bei den Kongresswahlen des Jahres 1812, die staatsweit abgehalten wurden, wurde Wilcox für das damals neu geschaffene sechste Abgeordnetenmandat von New Hampshire in das US-Repräsentantenhaus in Washington, D.C. gewählt. Nach einer Wiederwahl im Jahr 1814 konnte er vom 4. März 1813 bis zum 3. März 1817 zwei zusammenhängende Legislaturperioden im Kongress absolvieren, die von den Ereignissen des Britisch-Amerikanischen Krieges geprägt waren.
Nach dem Ende seiner Zeit im Repräsentantenhaus zog sich Wilcox wieder aus der Politik zurück. Er starb am 18. Juli 1838 in Orford. Sein Sohn Leonard (1799–1850) war zwischen 1842 und 1843 US-Senator für den Staat New Hampshire.